# Computer and Video Games
Computer and Video Games (CVG o C+VG) era una revista y sitio web de videojuegos del Reino Unido. El primer número de la revista fue publicado en noviembre de 1981 y el último en octubre de 2004, cuando la revista fue suspendida y se mantuvo solo como sitio web. Ese año la revista fue adquirida por Future Publishing, que la renombró CVG Presents y pasó a ser una publicación bimensual. El primer número de la nueva revista fue publicado el 16 de abril de 2008 e incluyó un extenso reportaje de la historia de Grand Theft Auto, con motivo del lanzamiento del éxito de Rockstar Games Grand Theft Auto IV.